# مسجد الأمين (سنغافورة)
مسجد الأمين هو مسجد في سنغافورة.

## البناء
تم بناء مسجد الأمين في سنغافورة في عام 1991، وتم جمع تكلفة بناء المسجد من موارد صندوق بناء المسجد، تبلغ الطاقة الاستيعابية للمسجد حوالي 3000 مصلي في وقت واحد، المسجد يتحول إلى مدرسة دينية في نهاية الأسبوع، ويقدم دروسا أيام الأسبوع لما مجموعه 600 طفل، وتعقد فيه دروس العلم الشرعي أيضا خلال المساء .

## العمارة
عمارة مسجد الأمين المعمارية مستوحاة من الهندسة المعمارية في سومطرة والمينانجكاباو، وبني المسجد من الطوب الأحمر في جدرانه الخارجية، وتبرز ويوضح المسجد بين العقارات السكنية الشاهقة في تيلوك بلانغه عند تقاطع طريق تيلوك بلانغه، يقع المسجد في المنطقة المركزية .

## وصلات خارجية
- التجول الافتراضي في مسجد الأمين